# Peter A. Sturrock
Pour les articles homonymes, voir Sturrock.
Peter Andrew Sturrock,  né en Angleterre le 20 mars 1924 et mort le 12 août 2024, est un scientifique britannique.

## Biographie

### Recherche
Petet A. Sturrock a été étudiant en mathématiques à l'université de Cambridge (Angleterre) de 1942 à 1949. Il y a ensuite mené des recherches sur la physique de l'électron jusqu'en 1950. Après un passage à l'École normale supérieure de Paris (membre du CNRS de 1950 à 1951), il obtient un doctorat en 1951. Il poursuivra ensuite des recherches en physique nucléaire chez Harwell Research à l'Atomic Energy Research Establishment (Angleterre) jusqu'en 1953, puis sur la physique des plasmas au St. Johns' College de Cambridge (1953-1955). En 1955, Peter A. Sturrock arrive à l'université Stanford. Il y travailla sur les tubes à micro-ondes en tant qu'associé de recherche (1955-1958, 1959-1960), et sur la physique des accélérateurs pour la Fondation Ford au CERN (Genève) de 1958 à 1959. C'est durant cette période qu'il inventa le "laser à électron-libre". Il y fut nommé professeur en sciences de l'ingénierie et physique appliquée en 1961 et y travaille encore aujourd'hui en tant que professeur de sciences de l'espace et d'astrophysique. 
Peter A. Sturrock a publié plus de 200 articles scientifiques, 2 monographies et 5 volumes traitant de la physique des plasmas, de la physique solaire et l'astrophysique. Il a également participé à de nombreuses commissions nationales, dont l'examen de la Physique Nationale pour la NAS de 1984 à 1985. Sturrock est membre de l'AAAS, l'AIAA, la Société de Physique Américaine, la Société Astronomique Royale, la Société Astronomique Américaine, l'Académie Internationale d'Astronautique, l'Union Astronomique Internationale, la SSE, qu'il préside depuis sa fondation en 1982, du Centre pour les Sciences Spatiales et l'Astrophysique depuis 1982 et qu'il préside depuis 1992. Il a reçu de nombreux prix au cours de sa carrière, dont le Prix de la Gravité (pour la recherche gravitationnelle) de la Fondation pour la Recherche sur la Gravité en 1967, le Prix Lindsay du Centre de Vol Spatial Goddard de la NASA en 1977, le Prix Hale pour la physique solaire de la Société Astronomique Américaine en 1986, la Médaille Arctowski pour la recherche solaire-terrestre de la NAS en 1990, le Prix de Sciences Spatiales de l'AIAA 1992.

## Ufologie
Pendant les années 1970, Peter A. Sturrock s'inspira des travaux de J. Allen Hynek et envoya un questionnaire anonyme aux 2611 membres de l'Association Américaine d'Astronomie en leur demandant s'ils avaient déjà observé un ovni. La moitié environ répondirent et on dénombre une soixantaine d'observations (5 %).
Il déclara en 1977 :

« La résolution définitive de l'énigme des ovnis ne viendra pas sans que le problème soit soumis à une étude scientifique complète et ouverte selon les procédures normales de la science établie. Cela demande un changement d'attitude, principalement de la part des scientifiques et des administrateurs d'universités. »

Et en 1987 :

« Dans leurs déclarations publiques (mais pas nécessairement dans leurs déclarations privées), les scientifiques expriment généralement une attitude négative envers le problème ovni, et il est intéressant d'essayer de comprendre cette attitude. La plupart des scientifiques n'ont jamais eu l'occasion d'être confrontés à des éléments concrets relatifs au phénomène ovni. Pour un scientifique, la principale source d'informations crédibles (autres que leurs propres expérimentations et observations) est fournie par des journaux scientifiques. A quelques rares exceptions, les journalistes scientifiques ne publient pas de rapports d'observations d'ovnis. »